# کامینگز (تگزاس)
کامینگز، تگزاس(به انگلیسی: Cumings, Texas) شهری در ایالت تگزاس از ایالات جنوبی ایالات متحده آمریکا است. در سرشماری سال ۲۰۰۰، جمعیت این شهر ۶۸۳ نفر اعلام شد.